# Persönliche Sicherheitsumgebung
Der Begriff Persönliche Sicherheitsumgebung (PSU) oder englisch Personal Security Environment (PSE) bezeichnet in der Technik der Informationssicherheit den Bereich eines Speichermediums, in dem geheime kryptographische Schlüssel, z. B. der private Teil eines Schlüsselpaares für asymmetrische Verschlüsselung, geschützt gespeichert werden kann. Das kann eine symmetrisch verschlüsselte Datei sein (Software-PSE) oder auch ein spezielles Gerät (Hardware-PSE), wie z. B. eine Smartcard, ein USB-Stick oder ein Hardware-Sicherheitsmodul.
Zugang zum Inhalt dieser PSU erhält nur, wer über das korrekte Passwort (bei einer Software-PSE) oder die korrekte PIN verfügt. Bei Software-PSEs wird der Zugriffsschutz durch die Verschlüsselung der geheimen Schlüssel mit dem Passwort realisiert, bei Hardware-PSEs mit eigenem Hauptprozessor (z. B. eine Smartcard) in der Regel durch die im Gerät implementierte Zugriffskontrolle. 
Bei einer Hardware-PSE mit Hauptprozessor kann der Schutz sogar noch weiter gehen. So kann der geheime Schlüssel üblicherweise aus der PSU überhaupt nicht ausgelesen werden; vielmehr werden die zu verschlüsselnden Daten lediglich an die PSU übertragen und diese liefert nur die verschlüsselten Daten als Ergebnis zurück. Der geheime Schlüssel verbleibt daher für immer in der PSU.
Hardware-PSEs mit Hauptprozessor können aufgrund des eigenen Prozessors anders als eine Software-PSE die Zahl der fehlerhaften PIN-Eingaben protokollieren und bei einer bestimmten Zahl Fehlversuchen den Zugriff auf den Schlüssel dauerhaft verhindern oder sogar den Inhalt der PSU vernichten (Notlöschung). Brute-Force-Angriffe auf eine Hardware-PSE sind somit deutlich schwieriger als auf einer Software-PSE, welche daher im Bereich der Informationssicherheit als deutlich weniger sicher gilt. Insbesondere dürfen für qualifizierte Signaturen nur Hardware-PSEs benutzt werden.